# Theodoor Jorissen
Thomas Theodorus (Theodoor) Hendrikus Jorissen (født 22. februar 1833 i Utrecht, død 1. april 1889 i Amsterdam) var en nederlandsk litterærhistoriker og historiker.
Efter at have gennemgået det teologiske studium kastede han sig over studiet af litteratur og beklædte forskellige stillinger som lærer ved højere undervisningsanstalter i forskellige byer, senest ved Amsterdams kommunale universitet.
En række litterærhistoriske og historiske studier skyldes ham. Især har han beskæftiget sig med Napoleonstiden. Af hans værker skal nævnes: De Patriotten te Amsterdam in 1794 (1874), De overgave van Amsterdam in 1795 (1874) og De ondergang van het koninkrijk Holland (1871, 2. udgave 1873).